# ستيفاني سكربا
ستيفاني سكربا (بالإنجليزية: Stephany Skrba)‏ مواليد 13 أبريل 1987 في كندا، هي لاعبة كرة سلة كندية. بدأت مسيرتها الاحترافية في سنة 2009. تلعب في الدوري اليوناني لكرة السلة للسيدات. لعبت مع نادي لات لكرة السلة للسيدات ونادي بورجيز لكرة السلة للسيدات في الدوري الفرنسي لكرة السلة للسيدات.

## روابط خارجية
- ستيفاني سكربا على موقع كرة السلة الأوروبية.كوم (الإنجليزية)
- ستيفاني سكربا على موقع كلية كرة السلة في سبورتس رفرنس.كوم (الإنجليزية)
- ستيفاني سكربا على موقع بروبوليرز (الإنجليزية)